# Volpiano Volpi

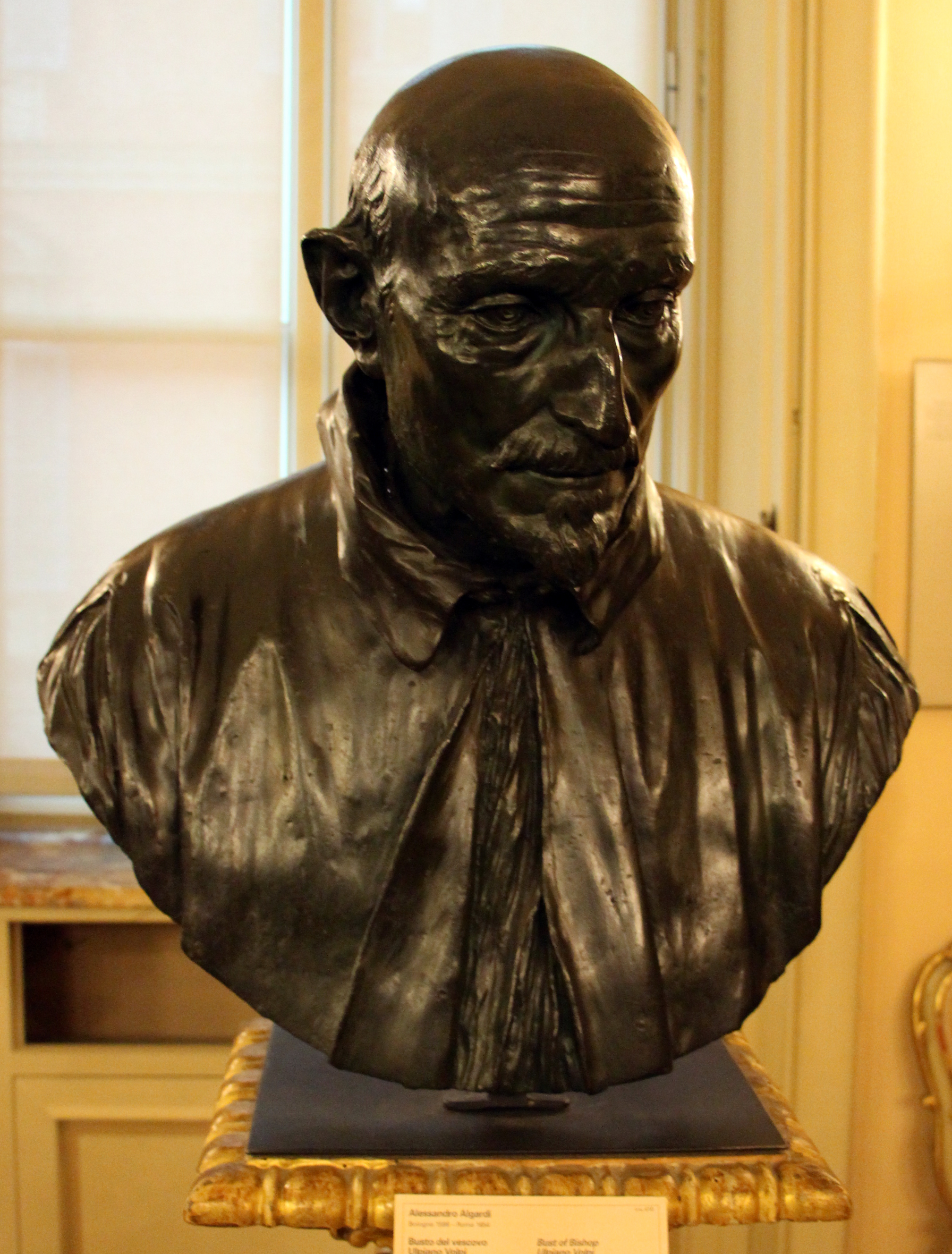
Volpiano Volpi, Büste von Alessandro Algardi

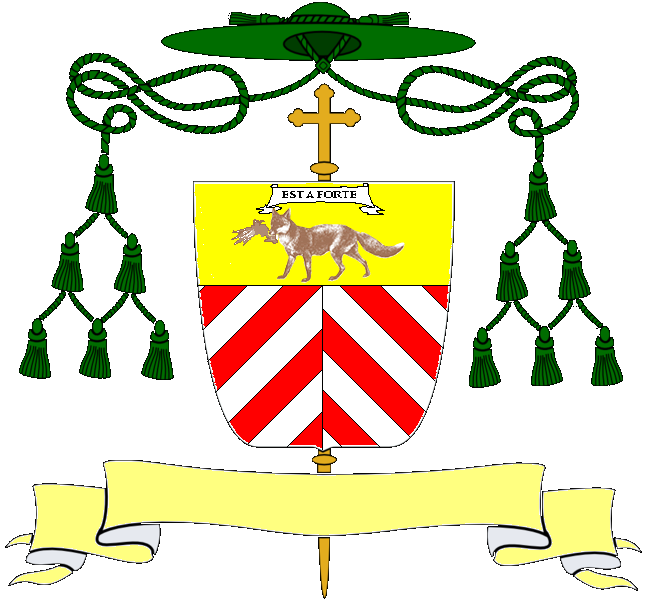
Wappen als Bischof von Novara (schemat. Darstellung)

Volpiano Volpi (auch Ulpiano Volpi; * 1559 in Como; † 10. März 1629 in Rom) war ein italienischer römisch-katholischer Geistlicher, Erzbischof von Chieti und Bischof von Novara.

## Leben
Er wurde am 11. März 1609 zum Erzbischof von Chieti ernannt. Die Bischofsweihe spendete ihm am 5. April desselben Jahres Kardinal Michelangelo Tonti, Bischof von Cesena; Mitkonsekratoren waren Erzbischof Domenico Rivarola und Alessandro Borghi, ehemaliger Bischof von Sansepolcro. Am 16. Dezember 1615 verzichtete Volpiano Volpi auf das Erzbistum Chieti. Papst Paul V. bestellte ihn am 12. November 1619 zum Bischof von Novara mit dem persönlichen Titel eines Erzbischofs. Am 24. Juli 1621 wurde Volpiano Volpi zum Apostolischen Datar ernannt. Er nahm am 2. Juni 1620 durch einen Stellvertreter die Diözese Novara in Besitz, residierte jedoch nie dort. An seiner Stelle leitete sein Neffe Giovanni Pietro Volpi, Titularbischof von Salona, das Bistum und folgte nach Volpiano Volpis Tod diesem als Diözesanbischof.